# Souesmes
Souesmes település Franciaországban, Loir-et-Cher megyében. Lakosainak száma 1013 fő (2022. január 1.). Souesmes Brinon-sur-Sauldre, Ménétréol-sur-Sauldre, Nançay, Presly, Sainte-Montaine, Pierrefitte-sur-Sauldre és Salbris községekkel határos.

## Népesség
A település népessége az elmúlt években az alábbi módon változott:
| Lakosok száma | 1125 | 1122 | 1135 | 1114 | 1124 | 1100 | 1059 | 1047 | 1042 | 1013 |
|               | 1968 | 1982 | 1990 | 2006 | 2013 | 2015 | 2017 | 2019 | 2020 | 2022 |